# Utricularia tridentata
Utricularia tridentata är en tätörtsväxtart som beskrevs av Sylven. Utricularia tridentata ingår i släktet bläddror, och familjen tätörtsväxter. Inga underarter finns listade i Catalogue of Life.

## Bildgalleri

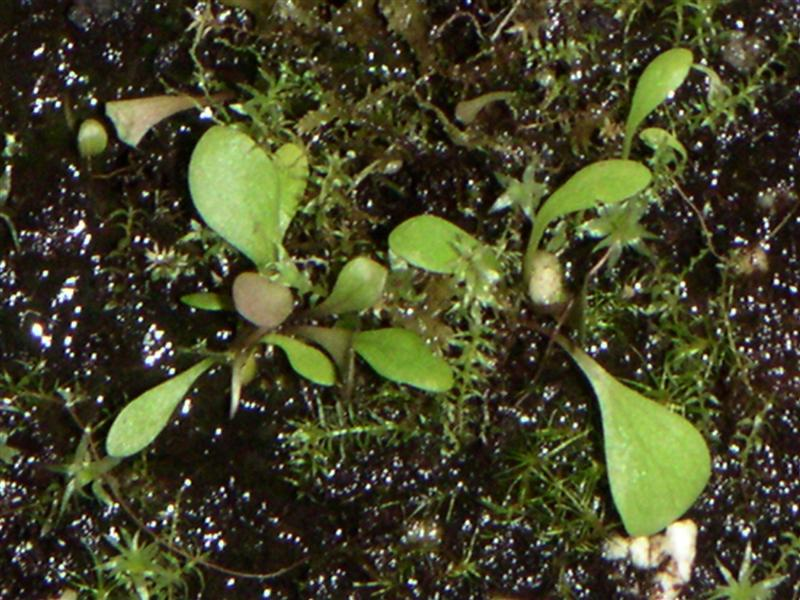
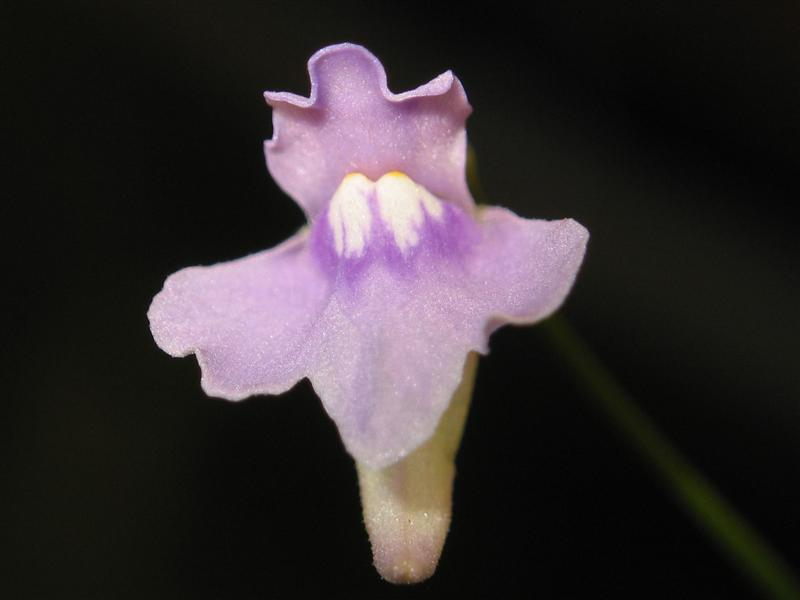